# Гагарин, Александр Васильевич
Александр Васильевич Гагарин (9 октября 1866, Тамбовская губерния — после 1917 года) — генерал-майор Русской императорской армии. Участник Русско-японской и Первой мировой войн. Князь.

## Биография
Александр Васильевич Гагарин — князь, православный дворянин, родился 9 октября 1866 года в Тамбовской губернии.
Общее образование получил во Втором кадетском корпусе. В службу вступил 1 сентября 1886 года юнкером рядового звания в Николаевское кавалерийское училище. По окончании училища 7 августа 1887 года произведён корнетом в 32-й драгунский Чугуевский полк 11-й кавалерийской дивизии. Поручик (ст. 07.08.1891). Штабс-ротмистр (ст. 15.03.1894). Ротмистр (ст. 06.05.1900).
Участник русско-японской войны 1904-05. Войсковой старшина (ст. 06.12.1904; за боевые отличия). По окончании войны переименован в подполковники. Награждён орденами Св. Анны 4-й ст. (1904), Св. Анны 3-й ст. с мечами и бантом (1904), Св. Владимира 4-й ст. с мечами и бантом (1905), Золотым оружием с надписью «За храбрость»(ВП 17.06.1907).
Полковник (ст. 06.12.1910). Св. Станислава 2-й ст. (1912). 24 февраля 1914 года был назначен командиром 9-го уланского Бугского полка  9-й кавалерийской дивизии.
Первую мировую войну встретил во главе своего полка. Ранен 03.12.1914. 12 мая 1915 года произведён в генерал-майоры (ст. 29.09.1914). 1 октября 1915 года назначен командиром 3-й бригады Кавказской туземной конной дивизии. На 10.07.1916 в том же чине и должности.
Принимал участие в Корниловском выступлении, за что в сентябре 1917 года был отстранён от командования Военным министерством Временного правительства  и переведён в резерв чинов при штабе Петроградского военного округа. Награды: Св. Владимир 3-й ст. с мечами (ВП 28.01.1915), Высочайшее благоволение: (ВП 12.10.1915), Станислав 1-й ст. с мечами (02.06.1916), Св. Анна 2-й ст. с мечами (утв. ВП 12.09.1916).
Служил в Добровольческой армии, затем в Вооружённых силах Юга России.
Скончался после 1917 года.

## Гагарин в художественной литературе
Александр Васильевич Гагарин — персонаж, реальное историческое лицо, упомянутое в романе М. А. Шолохова «Тихий Дон»:

...29 августа около Павловска 3-я бригада Туземной дивизии, под командой князя Гагарина, уже вошла в соприкосновение с противником. Наткнувшись на разобранный путь, Ингушский и Черкесский полки, шедшие в голове дивизии, выгрузились и походным порядком пошли по направлению на Царское Село. Разъезды ингушей проникли до станции Сомрино. Полки замедленным темпом развивали наступление, теснили гвардейцев, выжидая, пока подтянутся остальные части дивизии. А те в Дно ожидали отправки. Некоторые не доехали еще и до этой станции...

## Награды
- Орден Святого Владимира 3-й степени.
- Орден Святого Владимира 4-й степени.
- Орден Святой Анны 2-й степени.
- Орден Святой Анны 3-й степени.
- Орден Орден Святой Анны 4-й степени.
- Орден Святого Станислава 1-й степени.
- Орден Святого Станислава  2-й степени.
- Орден Святого Станислава  3-й степени.
- Золотое оружие «За храбрость».
- Высочайшее благоволение.